# Vagos
Vagos ('vaguʃ) è un comune portoghese di 22 017 abitanti situato nel distretto di Aveiro.

## Società

### Evoluzione demografica
| Popolazione di Vagos (1801 – 2004) | Popolazione di Vagos (1801 – 2004) | Popolazione di Vagos (1801 – 2004) | Popolazione di Vagos (1801 – 2004) | Popolazione di Vagos (1801 – 2004) | Popolazione di Vagos (1801 – 2004) | Popolazione di Vagos (1801 – 2004) | Popolazione di Vagos (1801 – 2004) | Popolazione di Vagos (1801 – 2004) |
| ---------------------------------- | ---------------------------------- | ---------------------------------- | ---------------------------------- | ---------------------------------- | ---------------------------------- | ---------------------------------- | ---------------------------------- | ---------------------------------- |
| 1801                               | 1849                               | 1900                               | 1930                               | 1960                               | 1981                               | 1991                               | 2001                               | 2004                               |
| 4047                               | 6961                               | 11954                              | 15860                              | 20250                              | 18548                              | 19068                              | 22017                              | 23205                              |

## Freguesias
- Calvão
- Fonte de Angeão e Covão do Lobo
- Gafanha da Boa Hora
- Ouca
- Ponte de Vagos e Santa Catarina
- Santo André de Vagos
- Sosa
- Vagos e Santo António